# Дуба-Стонська
42°50′ пн. ш. 17°38′ сх. д. / 42.83° пн. ш. 17.64° сх. д.
Дуба-Стонська (хорв. Duba Stonska) — населений пункт у Хорватії, у Дубровницько-Неретванській жупанії у складі громади Стон.

## Населення
Населення за даними перепису 2011 року становило 36 осіб.
Динаміка чисельності населення поселення: